# Caiçara do Rio do Vento
Caiçara do Rio do Vento är en kommun i Brasilien.   Den ligger i delstaten Rio Grande do Norte, i den östra delen av landet, 1 700 km nordost om huvudstaden Brasília. Antalet invånare är 3 304.
Omgivningarna runt Caiçara do Rio do Vento är huvudsakligen savann. Runt Caiçara do Rio do Vento är det ganska glesbefolkat, med 30 invånare per kvadratkilometer.